# ベイロナルド
ベイロナルド（Bay Ronald、1893年5月3日 - 1907年5月）はイギリスの競走馬、種牡馬。特に種牡馬としての功績が大きく、ダークロナルド系やハイペリオン系の先祖となった。

## 経歴
- 当時はグループ制未導入。また、特記がない限り競走はすべて芝コース。

1893年にレイボーングランジ牧場で生産された、サラブレッドの牡馬である。遅めの生まれだったベイロナルドは体つきが小さく、ドンカスターでのセリ市に上場されたが、最初に付けた500ギニーの価格で誰も手を挙げなかったので主取りとなっている。その後、庭先取引においてレオナルド・ブラッシーが500ポンドで購入した。
ベイロナルドは2歳から競走生活を始めたが、2歳時は5戦して3着1回が最高成績で、1勝も挙げられなかった。
3歳時は8戦して2勝を挙げた。ダービーやジョッキークラブステークスにも出走したが、ともにパーシモンが優勝するなか着外に終わっている。ベイロナルドが初勝利を挙げたのは秋のことで、ニューマーケット競馬場8ハロンのライムキンステークスで初めて1着となった。その後同じくニューマーケットのロウザーステークス（12ハロン）でも勝利を挙げている。
4歳時は6戦1勝。アスコット競馬場での12ハロン戦のハードウィックステークスを133ポンドを積んで勝利したのがこの年唯一の勝利であった。勝ち数こそ減ったものの、前年に比べて強豪馬とも互角に戦えるようになっていったベイロナルドは、エクリプスステークスではパーシモンとヴェラスケスを相手に3着、チャンピオンステークスではヴェラスケス相手の2着に食い込んでいる。
5歳時は7戦2勝。10ハロン戦のシティアンドサバーバンハンデキャップでの勝利と、132ポンドを積んだうえでのエプソムカップでの勝利のふたつであった。この2戦での勝利はアスコットゴールドカップ（アスコット・20ハロン）に出走を踏み切らせるだけの勢いがあったが、実戦では硬い馬場に苦しみ敗れている。その後も勝利はなかったが、ハードウィックステークスでは優勝馬カラーに次ぐ2着、またチャンピオンステークスでもヴェラスケスに1馬身差まで迫る競馬をしていた。

## 種牡馬

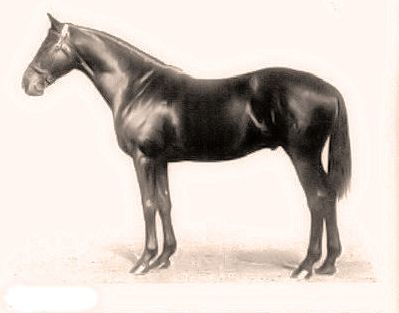
ダークロナルド

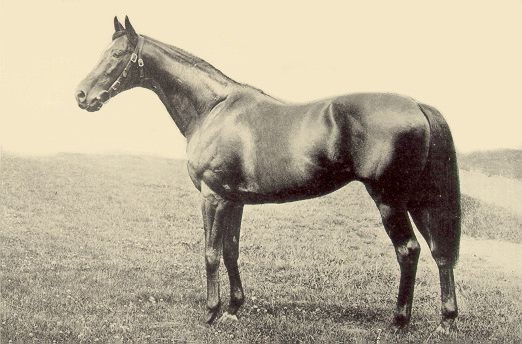
バヤルド

ベイロナルドは1899年よりケント・アイルズフォード近郊にあるプレストン牧場で種牡馬入りし、初年度の種付け料は25ギニーに設定されていた。その種付け料は最晩年の1905年には100ギニーにまで値上がりしている。しかし、ベイロナルドは種牡馬として人気があったとは言い難く、1シーズンで20頭以上の牝馬と交配したこともなく、また馬主のブラッシーによればその牝馬の品質は「疑わしい」ものであったという。
初年度産駒のうち勝ち上がりを決めたのは5頭で、うち3頭がブラッシーの持ち馬であった。そのブラッシーが持っていたベイロナルド産駒のメリーマン（Merryman）はサンダウンパークプロデュースステークスとウッドコートステークスで優勝している。2年目の産駒からは7頭が勝ち上がり、そのうちのワイルドオーツ（Wild Oats）はルーメモリアルステークスで勝利している。その翌年の産駒からは6頭が勝ち上がったが、ステークス競走で名を挙げたものはいなかった。
1905年時点でのベイロナルド産駒の評価は上記の成績からあまり高くはなかった。一方フランスでは1901年生の産駒マクドナルド（Macdonald II）が活躍、このためベイロナルドはフランスの生産者シンジケートに5000ポンドで購入されて渡仏、シェリ・アルブロンの牧場に繋養された。しかし、この時点でイギリスに残してきた産駒がのちに活躍することになる。
最初に活躍したのは1905年生のダークロナルドであった。ダークロナルドは2歳時からハーストパークフォールプレートで勝利、跛行のため長期休養を余儀なくされたが、復帰後にロイヤルハントカップやプリンセスオブウェールズステークスなどに勝利した。その後活躍したのが1906年生のバヤルドで、同馬は2歳時にニューステークスでデビュー戦を飾り、その後もクラシック戦線で活躍、セントレジャーステークスで優勝した。
以下はその他の主な産駒。
- Combourg - 1908年生、牡馬。カドラン賞、ロワイヤルオーク賞など。
- Fidia - 1906年生、牡馬。ミラノ大賞典。
- Greffulhe - 牝馬。ノアイユ賞。
- Rondeau - 1900年生、牝馬。プランテーションステークスなど。テディの母馬。

ベイロナルドは1907年に14歳で死亡した。その血統はダークロナルドやバヤルドを通して後世に伝えられている。

## 血統表
| ベイロナルドの血統                    | ベイロナルドの血統                                           | ベイロナルドの血統                                           | （血統表の出典）                                             | （血統表の出典） |
| 父系                                  | ハンプトン系                                                 | ハンプトン系                                                 | ハンプトン系                                                 | [ § 2 ]          |
| 父 Hampton イギリス 鹿毛 1872         | 父の父Lord Clifden イギリス 鹿毛 1860                        | Newminster                                                   | Touchstone                                                   | Touchstone       |
| 父 Hampton イギリス 鹿毛 1872         | 父の父Lord Clifden イギリス 鹿毛 1860                        | Newminster                                                   | Beeswing                                                     |                  |
| 父 Hampton イギリス 鹿毛 1872         | 父の父Lord Clifden イギリス 鹿毛 1860                        | The Slave                                                    | Melbourne                                                    | Melbourne        |
| 父 Hampton イギリス 鹿毛 1872         | 父の父Lord Clifden イギリス 鹿毛 1860                        | The Slave                                                    | Volley                                                       |                  |
| 父 Hampton イギリス 鹿毛 1872         | 父の母Lady Langden イギリス 黒鹿毛 1868                      | Kettledrum                                                   | Rataplan                                                     | Rataplan         |
| 父 Hampton イギリス 鹿毛 1872         | 父の母Lady Langden イギリス 黒鹿毛 1868                      | Kettledrum                                                   | Hybla                                                        |                  |
| 父 Hampton イギリス 鹿毛 1872         | 父の母Lady Langden イギリス 黒鹿毛 1868                      | Haricot                                                      | Lanercost                                                    | Lanercost        |
| 父 Hampton イギリス 鹿毛 1872         | 父の母Lady Langden イギリス 黒鹿毛 1868                      | Haricot                                                      | Queen Mary                                                   |                  |
| 母 Black Duchess イギリス 黒鹿毛 1886 | 母の父Galliard イギリス 黒鹿毛 1880                          | Galopin                                                      | Vedette                                                      | Vedette          |
| 母 Black Duchess イギリス 黒鹿毛 1886 | 母の父Galliard イギリス 黒鹿毛 1880                          | Galopin                                                      | Flying Duchess                                               |                  |
| 母 Black Duchess イギリス 黒鹿毛 1886 | 母の父Galliard イギリス 黒鹿毛 1880                          | Mavis                                                        | Macaroni                                                     | Macaroni         |
| 母 Black Duchess イギリス 黒鹿毛 1886 | 母の父Galliard イギリス 黒鹿毛 1880                          | Mavis                                                        | Merlette                                                     |                  |
| 母 Black Duchess イギリス 黒鹿毛 1886 | 母の母Black Corrie イギリス 青毛 1879                        | Sterling                                                     | Oxford                                                       | Oxford           |
| 母 Black Duchess イギリス 黒鹿毛 1886 | 母の母Black Corrie イギリス 青毛 1879                        | Sterling                                                     | Whisper                                                      |                  |
| 母 Black Duchess イギリス 黒鹿毛 1886 | 母の母Black Corrie イギリス 青毛 1879                        | Wild Dayrell Mare                                            | Wild Dayrell                                                 | Wild Dayrell     |
| 母 Black Duchess イギリス 黒鹿毛 1886 | 母の母Black Corrie イギリス 青毛 1879                        | Wild Dayrell Mare                                            | Lady Lurewell                                                |                  |
| 母系(F-No.)                           | (FN:3-o)                                                     | (FN:3-o)                                                     | (FN:3-o)                                                     | [ § 3 ]          |
| 5代内の近親交配                       | Otisina・Lanercost 5x4, Volley・Voltigeur 4x5, The Baron 5x5 | Otisina・Lanercost 5x4, Volley・Voltigeur 4x5, The Baron 5x5 | Otisina・Lanercost 5x4, Volley・Voltigeur 4x5, The Baron 5x5 | [ § 4 ]          |
| 出典                                  | 1. 2. 3. 4.                                                  | 1. 2. 3. 4.                                                  | 1. 2. 3. 4.                                                  | 1. 2. 3. 4.      |

父ハンプトンはベイロナルドの出生当時21歳で、すでにクラシック勝ち馬も出している大種牡馬であった。母ブラックダッチェスは2000ギニー優勝馬ガリアードの産駒で、1908年に没するまでに出した8頭の産駒がすべて勝ち上がっている。牝系の2代先には二冠牝馬チェリーラス、3代先には大種牡馬ブランドフォードがいる。